# Braunschweigs Stiftung zum Andenken des 6. Februar 1794
Braunschweigs Stiftung zum Andenken an den 6. Februar 1794, meist nur kurz Braunschweigs Stiftung genannt, wurde anlässlich der Rückkehr des Herzogs Karl Wilhelm Ferdinand von Braunschweig-Wolfenbüttel (1735–1806) aus dem ersten Koalitionskrieg gegen das französische Revolutionsheer und ihm zu Ehren von Braunschweiger Bürgern ins Leben gerufen.

## Geschichte
Der Siebenjährige Krieg hatte im braunschweigischen Land zur Verelendung und Verschuldung geführt, daher entschlossen sich Braunschweiger Bürger das für die Rückkehr-Feierlichkeiten vorgesehene Geld in eine neue Stiftung zu geben, die zukünftig Not lindern sollte. Karl Wilhelm Ferdinand wurde nun zwar mit Jubel, aber ohne die sonst üblichen Festivitäten wie Feuerwerk oder Freibier empfangen. Eine Bürgerabordnung – „Herzoglicher Durchlaucht unterthängist treue Knechte“, wie es damals hieß – schlug dem Landesherren die Gründung der Stiftung vor, die der Herzog nicht nur genehmigte, sondern auch selbst noch unterstützte.

## Finanzmittel und Aktivitäten bis heute
Das Startkapital betrug 10.200 Taler. Der Zinsertrag dieser Summe (gemehrt durch Spenden und Erbschaften) wird alljährlich am 6. Februar an Bedürftige überall im braunschweigischen Land verteilt.
Braunschweigs Stiftung zum Andenken an den 6. Februar 1794 hat seither alle Katastrophen deutscher Geschichte von Napoleons Eroberung Deutschlands bis zur Zeit des Nationalsozialismus überstanden. Diese Einrichtung, die als unauflöslich gilt, wurde und wird von elf Konservatoren betreut, welche Braunschweiger Bürger sein müssen. Die Stiftung wirkte die meiste Zeit bewusst im Stillen und tritt erst seit einigen Jahren vermehrt an die Öffentlichkeit, um beispielsweise durch Benefizessen (welches alle zwei Jahre am 6. Februar stattfindet) zusätzliche Spendenmittel einzuwerben.
Dem heutigen Stiftungs-Kuratorium gehören Henning Borek, Anke Kaphammel, Folkhard Isermeyer, Ulrich Hauswaldt, Ernst Heimbs, Hanns-Heinrich Kehr, Ulrich Nehring, Justus Perschmann, Jan-Dietrich Radmacher, Christof Sievers und Klaus Schuberth an.

## Verwechslungsgefahr
Die Stiftung ist nicht zu verwechseln mit einer zweiten braunschweigischen Stiftung ähnlichen Namens, der Braunschweig-Stiftung, die erst 1934 gegründet wurde und deren Stiftungszweck die Förderung der Technischen Universität Braunschweig, des Staatstheaters Braunschweig und des Braunschweigischen Landesmuseums ist; diese Stiftung verlor zum 1. Januar 2005 ihre rechtliche Selbstständigkeit, ihr Vermögen wurde ein Teilvermögen der Stiftung Braunschweigischer Kulturbesitz.